# Asociación Nacional de Usuarios Campesinos
La Asociación Nacional de Usuarios Campesinos (ANUC) es una organización campesina que trabaja por la reforma agraria en Colombia. Esta asociación es de tercer grado sin ánimo de lucro y agremia como confederación de campesinos.

## Creación
Reconocida y legalizada por el gobierno de Carlos Lleras Restrepo con la Resolución 061 de mayo de 1967 y el decreto 755 del 2 de mayo de 1967. Constituyendo comités veredales, luego las asociaciones municipales y enseguida las asociaciones departamentales. Su acta de Constitución se realiza el 7 de julio de 1970 en el Primer Congreso  Nacional de Usuarios Campesinos de Colombia, en el salón elíptico del Capitolio Nacional de Colombia. La plataforma ideológica de la ANUC se presenta en Cúcuta el 5 de junio de 1971.

## Funciones y objetivos
Impulsar la organización social, económica, cultural y política de los campesinos de Colombia y actuar como su interlocutor válido para la defensa y reivindicación de sus derechos; la gestión de su desarrollo y el logo de una calidad de vida digna de la población rural.
Es una organización con una estructura organizativa y operativa definida en 4 zonas: norte, oriente, occidente y sur con trabajo activo en más de 850 municipios de 28 Departamentos del País.
- Capacitación para la producción agrícola, dando orientación a los participantes sobre los mecanismos y las herramientas que facilitan y optimizan su producción.
- Formación sobre los modos de organización social, derechos humanos, legislación,  fortalecimiento político, por una mayor participación de los campesinos y reforma agraria.[6]

## Historia
Desde su fundación se consolidaron como una organización fuerte y de luchas por la reforma agraria, el campesinado y realizaron varias tomas de terrenos, movilizaciones y acompañamiento técnico a sus miembros. en 1971 se dividen en dos líneas ideológicas la de Armenia y la de Sincelejo. Realizan la expedición de un Mandato Campesino en Fúquene, el  22 de agosto de 1971, el Segundo Congreso de reorientación y confrontación en Sincelejo, en julio de 1972, el Tercer Congreso de escisión en Bogotá, en agosto de 1974, y el Cuarto Congreso de politización y reflujo en Tómala, febrero de 1977. La ANUC llegó a encarnar el mayor movimiento de masas del siglo XX en el país. Serían víctimas de persecución bajo el Estatuto de Seguridad de 1978 y desde los años 80 víctimas de exterminio por grupos paramilitares y asesinatos por las FARC-EP. Plantearon lanzar candidatos a la Asamblea Nacional Constituyente de 1991. En los últimos años muchos de sus miembros y dirigentes han sido asesinados, por lo cual en 2013, la Unidad para la Atención y Reparación Integral a las Víctimas (UARIV) reconoce a la ANUC como “una organización víctima sujeto de reparación colectiva” por el Conflicto armado interno de Colombia  en el marco de la Ley 1448 de 2011. Tuvo presencia en más de 850 municipios y 28 departamentos, con una estructura organizada desde los niveles locales (veredales y  Municipales), Departamentales, regionales y Nacionales. Orlando Fals Borda participó y realizó trabajos con la ANUC en la Costa Caribe.  El Cinep ha desarrollado investigaciones sobre la historia y luchas de la ANUC, así como un archivo documental.